# 李柏青
李柏青（台語：Lí Phek-chheng；日語：宮原永治，音譯：烏瑪爾·哈托諾，1922年—2013年10月16日），臺灣臺南人，臺籍日本兵，印尼建國英雄。

## 生平

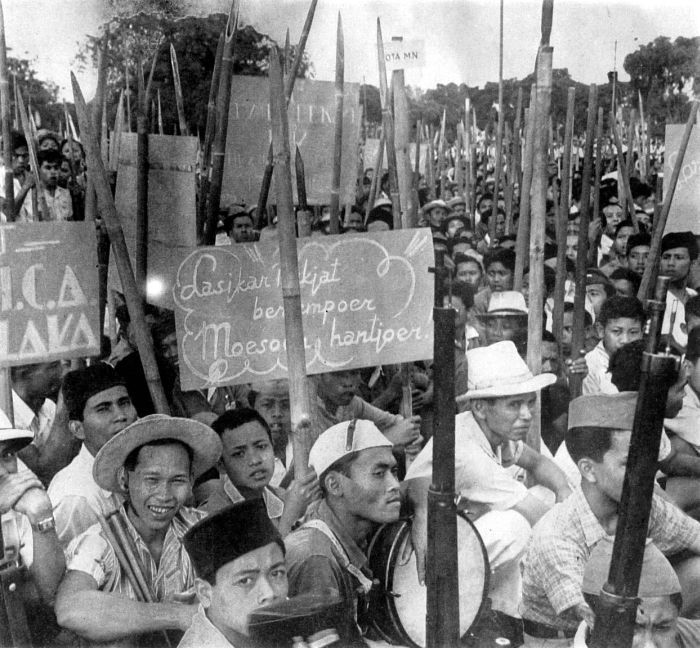
1946年爪哇島上持竹矛與日本三八式步槍的獨立革命軍

### 太平洋戰爭與印尼獨立戰爭
1922年，李柏青生於臺南，內地延長主義政策下皇民化運動時，家中改用日本姓氏宮原。太平洋戰爭爆發後，宮原永治以志願兵身分加入日本陸軍，轉戰菲律賓、緬甸以及印尼等國。二次世界大戰結束後，宮原永治認為日本將淪為美國的殖民地，而回到台灣會被中國政府當作賣國奴，因此不向盟軍投降，和其他九百多名認同日本政府所提「亞洲殖民地解放」的日軍加入反抗荷屬東印度政府的印尼游擊隊，有半數為印度尼西亚独立战争犧牲。印尼建國後，倖存的日籍游擊隊員有三百多人選擇留在當地。

### 歸化印尼
戰後宮原永治從事土木業，並與印尼華人女子結婚，1961年取得印尼國籍，更名為烏瑪爾·哈托諾，育有三名子女。1974年，曾回台探親，因擔憂台灣白色恐怖，加上曾在緬甸與中国远征军作戰，害怕清算，因此與雙親匆匆見面後隨即離境。回到印尼後，積極參與日僑社區的活動，熱心日裔印尼人的日語教育。1998年，經歷印尼排華事件，烏瑪爾·哈托諾表示當時走在路上都感到害怕，並認為是印尼獨立以來最糟糕的時候。2005年，出席印尼建國60周年慶典，獲印尼總統尤多約諾頒贈印尼建國英雄勳章，為首位獲得這項殊榮的台灣人。
2007年，日本首相安倍晉三訪問印尼，與烏瑪爾·哈托諾共同悼念在印尼參戰的原日本軍人，並與其合影留念。
2009年，身為當地倖存日本兵所組成的福祉之友會（福祉友の会）顧問，受日本政府頒旭日單光章，以表彰他增進印尼日裔福祉、促進日本與印尼關係之貢獻。
2013年，日本導演酒井充子拍攝的紀錄片《台灣認同》（日语：台湾アイデンティティー），內容關注經歷日本統治的臺灣人在二次世界大戰以後的生活，片中就有宮原永治最後的身影。
2013年10月16日，因心臟衰竭病逝於雅加達的醫院，安葬在印尼國軍英雄公墓。